# Рунічна пісня
Ру́ни (фін. runo — руна) — епічні пісні карелів, фінів, естонців та інших прибалтійсько-фінських народів. Походять від давніх міфів про створення світу.
Найбільш поширені рунічні пісні в традиціях карелів та естонців. З рунічних віршів збирач фольклору Еліас Леннрут склав карело-фінський епос «Калевала», також з рун складено естонський народний епос «Калевіпоеґ».

## Історія
Давнім німецьким (готським) словом руна (фін. runo) фіни називають наразі пісню взагалі; але в давнину, в період язичництва, особливим значенням користувалися магічні руни або руни-замовляння (фін. loitsu runo), як продукт шаманських вірувань, що панували колись серед фінів, як і у їх родичів — саамів, мансі, комі-зирян та інших фіно-угорських народів. Під впливом зіткнення з більш розвиненими народами — германцями й слов'янами — фіни, особливо в період скандинавських вікінгів (VIII—XI ст.), пішли в своєму духовному розвитку далі інших народів — шаманістів, збагатили свої релігійні уявлення образами стихійних і моральних божеств, створили типи ідеальних героїв і водночас досягли певної форми і значного мистецтва у своїх поетичних творах, які, однак, не переставали бути всенародними.

## Особливості та тематика
Рунічні пісні одноголосні; виконуються заспівувачем і хором або одним або по черзі двома співаками. Наспівам властива проста мелодика терцового, квартового або квінтового діапазону. Відмітна зовнішня форма руни — короткий восьмискладний хорейний вірш, не римований, але багатий алітерацією. Для нього типова квантитативна ритміка, алітерація, асонанс, паралелізми. Особливість складу — майже постійне зіставлення синонімів у двох віршах які стоять поруч, так що кожен наступний вірш є парафразою попереднього. Остання властивість пояснюється способом народного співу у Фінляндії: співак, домовившись з товаришем про сюжет пісні, сідає проти нього, бере його за руки, і вони починають співати, погойдуючись назад і вперед. При останньому такті кожної строфи настає черга помічника, і він весь рядок переспівує один, а тим часом заспівувач на дозвіллі обмірковує наступний. Хороші співаки знають безліч рун, іноді зберігають в пам'яті кілька тисяч віршів, але співають або окремі руни, або склепіння з декількох рун, пов'язуючи їх на свій розсуд, не маючи жодного уявлення про існування цілісної епопеї, яку знаходять в рунах деякі вчені.
Руни оповідають про створення світу, богів, героїв, оспівують природу рідного краю. Це можуть бути плачі про померлих родичів, розлуку з коханими. Сюжети пов'язані з побутом та обрядами селян, а також з архаїчними космогонічними міфами.

## Руноспівці

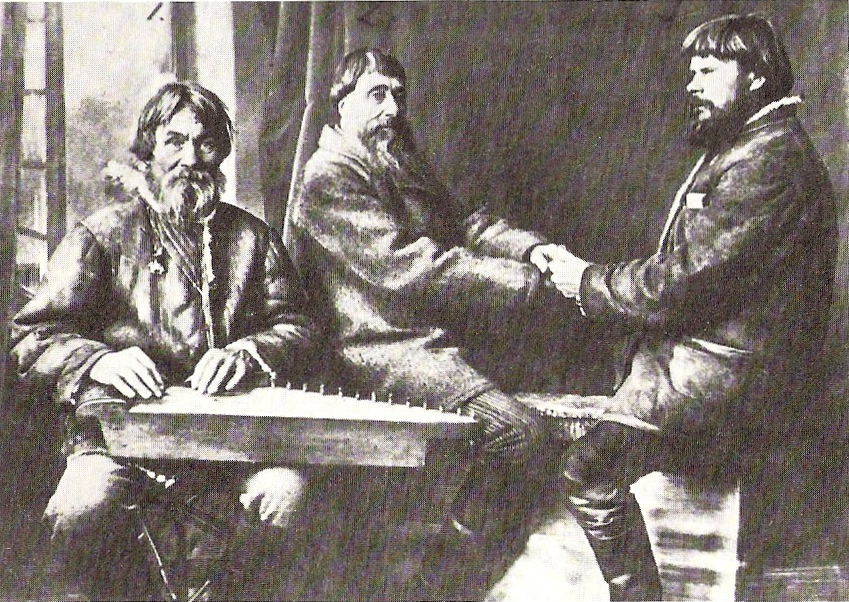
Руноспівці Іван Шемейкка, Іван Онойла та Костянтин Куокка

Виконавцями рун, як правило, були прості селяни з карелів, іжорців, інгерманландців та фінів. Вони співали руни в один голос, іноді — поперемінно двома голосами, часто супроводжуючи виконання грою на кантеле, Каннелі та подібних інструментах.
З часу опублікування «Калевали» (1835—1849 роки) інтерес до угро-фінського фольклору зріс, різні дослідники відкривали все нових руноспівців, які співали для них стародавні руни.
Відомі Іжорські руноспівці:
- Ларін Парасці
- Онтропо Мельнико

Відомі карельські руноспівці:
- Ваассіла Кієлевяйнен
- Онтрей Малина (1777—1855)
- Марія Міхєєва (1884—1969)
- Анастасія Никифорова (1888—1971)
- Архип Перттунена
- Михайло Перттунена (1815—1899)
- Тетяна Перттунена (1880—1963)
- Петрі Шемейкка
- Іівана Шемейкка (1843—1911)
- Йоукі Хямяляйнен (1882—1959)